# Epiphragma amphileucum
Epiphragma amphileucum är en tvåvingeart som beskrevs av Alexander 1941. Epiphragma amphileucum ingår i släktet Epiphragma och familjen småharkrankar.
Artens utbredningsområde är Panama. Inga underarter finns listade i Catalogue of Life.